# Kotegarda
Kotegarda – drugi album krakowskiego zespołu avant-rockowego Gargantua, wydany w 2007 roku nakładem wytwórni Roadkill Music. Dystrybucją albumu zajmują się firmy: Rock-Serwis (na terenie Polski i Europy), Wayside Music (Ameryka Północna), Musea Records] (Francja).

## Lista utworów
1. Wżdy Czelestnik, 05:34
2. Kotegarda III, 00:27
3. Interrferrometerr, 06:04
4. Meszuga Klejpulesa, 04:48
5. The Augurs of Spring (Dances of the Young Girls), 03:58
6. Paralaksy Dyzaskorufin, 06:06
7. Tripl Ratamaklie, 05:28
8. Kotegarda II, 01:05
9. Gargoyles, 08:16
10. Kotegarda I, 01:50

## Muzycy
- Marcin Borowski – perkusja, odgłosy paszczą, gwizdek
- Tylda Ciołkosz – skrzypce, odgłosy paszczą, śpiew w utworze Wżdy Czelestnik
- Paweł Kubica – instrumenty klawiszowe, odgłosy paszczą, deszcz
- Leszek Mrozowski – gitara basowa
- Bartek Zeman – gitara, sustainer, odgłowy paszczą

## Szczegóły wydania
- Muzyka: Gargantua, z wyjątkiem The Augurs of Spring (ustęp Wiosenne wróżby i tańce młodzieńców z części pierwszej Święta wiosny Igora Strawińskiego)
- Nagranie i miks: Sławek Biela
- Mastering: Michał Woźniak
- Produkcja: Bartek Zeman, Sławek Biela
- Producent wykonawczy: Gargantua
- Tekst do utworu Wżdy Czelestnik – K. P. Dyzaskorufin
- Projekt okładki: Tylda Ciołkosz, Bartek Zeman
- Numer katalogowy: RM-01/2007